# Памбак
Памбак (арм. Փամբակ) — река в Армении, вместе с рекой Дзорагет образующая реку Дебед. Протекает на севере Армении, по южной части Лорийской области. Длина — 84 км, площадь водосборного бассейна 1370 км2.
Вдоль реки Памбак проходит железная дорога, идущая из Турции через города Гюмри, Ванадзор, Алаверди и далее в Грузию.

## Течение

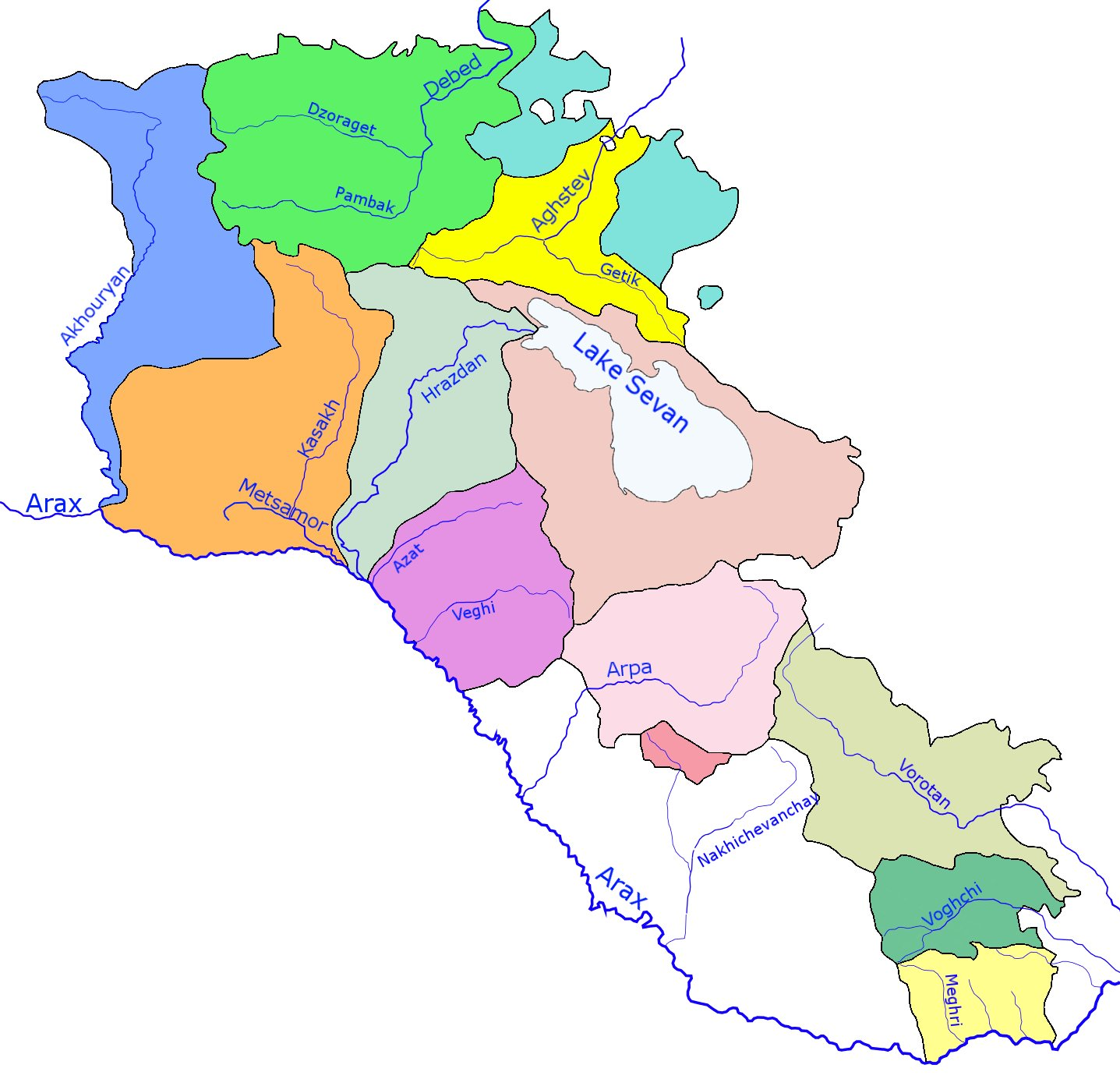
Светло-зелёным показан бассейн рек Памбак, Дзорагет и Дебед на карте Армении

Берёт начало на северно-восточном склоне Памбакского хребта в самой западной его части на границе между Лорийской и Ширакской областями. Большую часть течения протекает с запада на восток между хребтами Памбакским на юге и Базумским на севере, вскоре после города Ванадзор резко поворачивает налево к северу, проходит между хребтами Базумским к западу и Халабским к востоку и их отрогами и соединяется с Дзорагетом.
В самых верховьях протекает между сёлами Хнкоян и Лусахпюр, затем через село Артагюх, далее через сёла Мец-Парни, Ширакамут, Гехасар, город Спитак, сёла Курсали, Нор-Хочакап, Дарпас, город Ванадзор, сёла Гугарк, Памбак, Шагали, Ваагни и Ехегнут. Наконец возле села Дзорагет между сёлами Дзорагюх и Дсех Памбак соединяется с рекой Дзорагет и образуется река Дебед, которая затем впадает в реку Кура.

## Притоки
Притоки от верховьев:
- правые: Артагет, Цахкару, Ворднав, Спитак, Лернаджур, Ванадзор, Карби;
- левые: Чичкан, Оцидзор, Чалаби, Заманлу, Чанахчи.

## История
Такое же название носила историко-географическая область, занимавшая бассейн реки Памбак. В 1480-е гг. на южных границах Грузии — по рекам Акстафе, Дебеду и др. (области Казах, Памбак и Шурагель) поселились тюркские племена. Часть армянского населения Памбака в связи с этим ушла в Грузию. В XV—XVIII вв. Памбак — махала (мелкий административный округ) и султанство в составе беглярбегства Чухурсаад.
Вскоре после присоединения к России Картли-Кахетинского царства и трёх его вассальных султанств — Борчалинского, Казахского и Шамшадильского (1801) новообразованная Грузинская губерния расширилась присоединением Памбака (в русских документах — Бомбак, Памбаки), вошедшего в Лорийский уезд, и Шорагяльского султанства. Была образована Памбако-Шорагяльская дистанция. При этом власть местных феодалов была формально сохранена, но фактическим правителем дистанции был представитель русской военной администрации.
В первой половине XIX века на эту территорию переселяются тюрки (азербайджанцы).

## Галерея

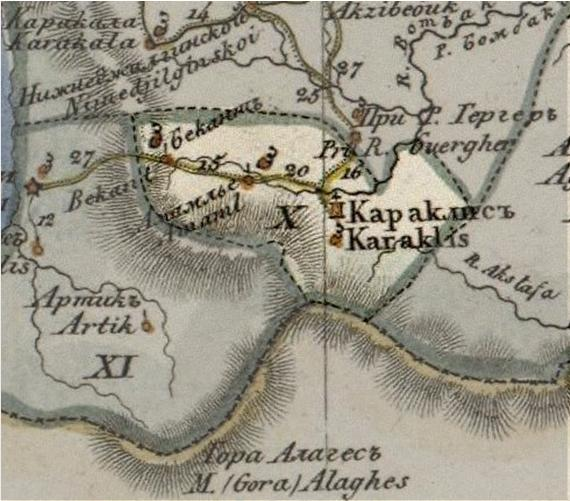
Караклис в составе округа Бомбаки Российской империи на карте 1823 года
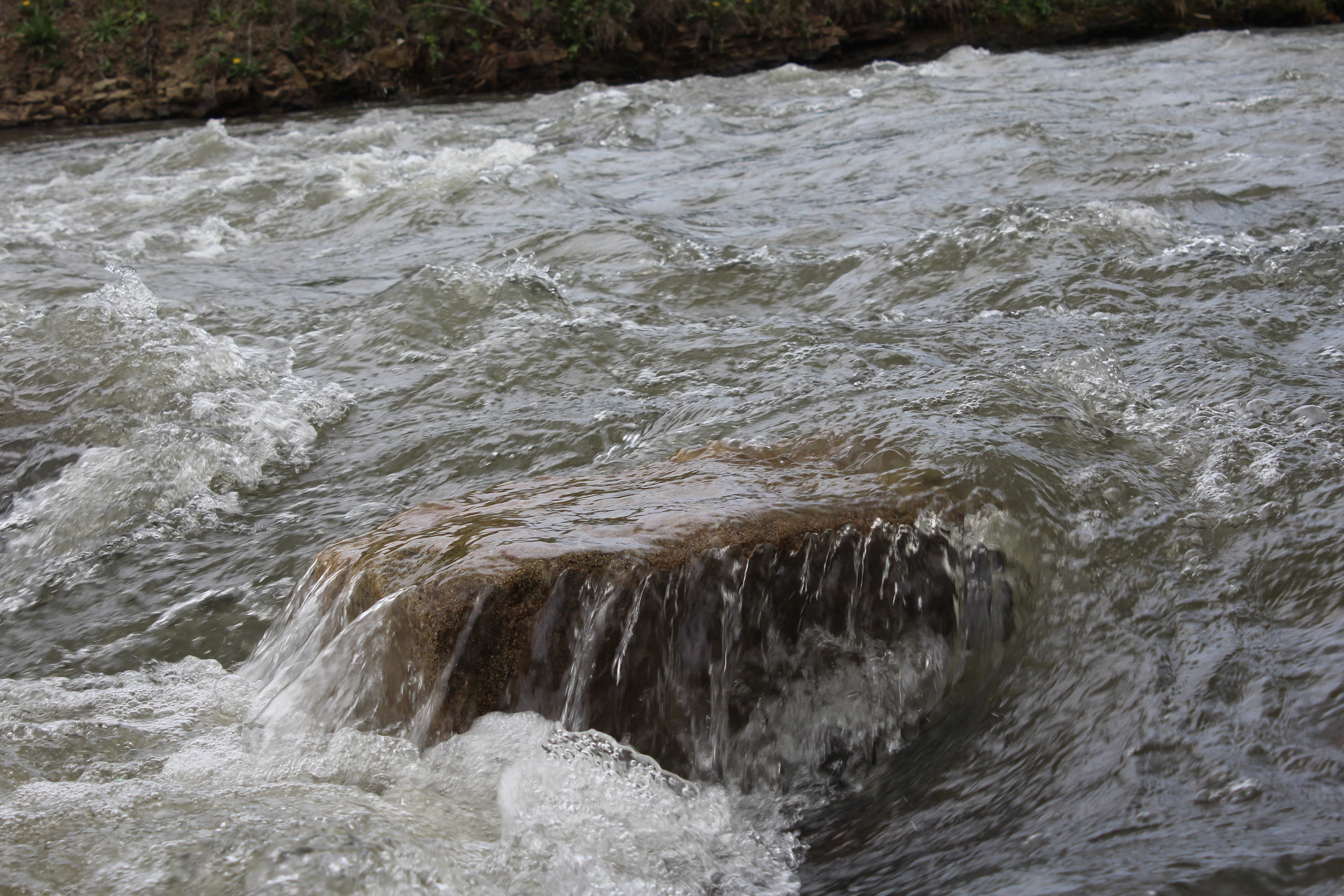
Горное течение
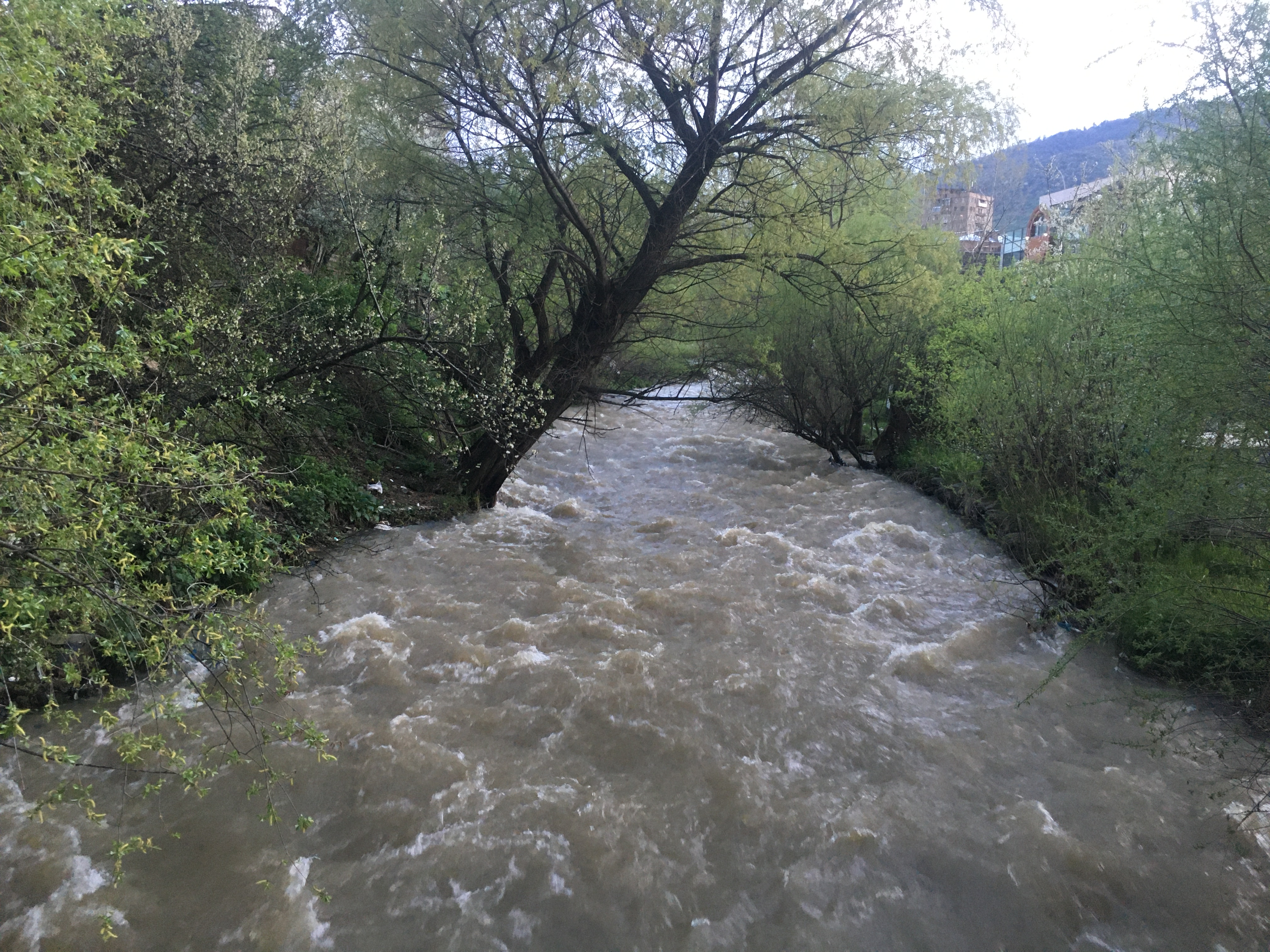
В городе Ванадзор
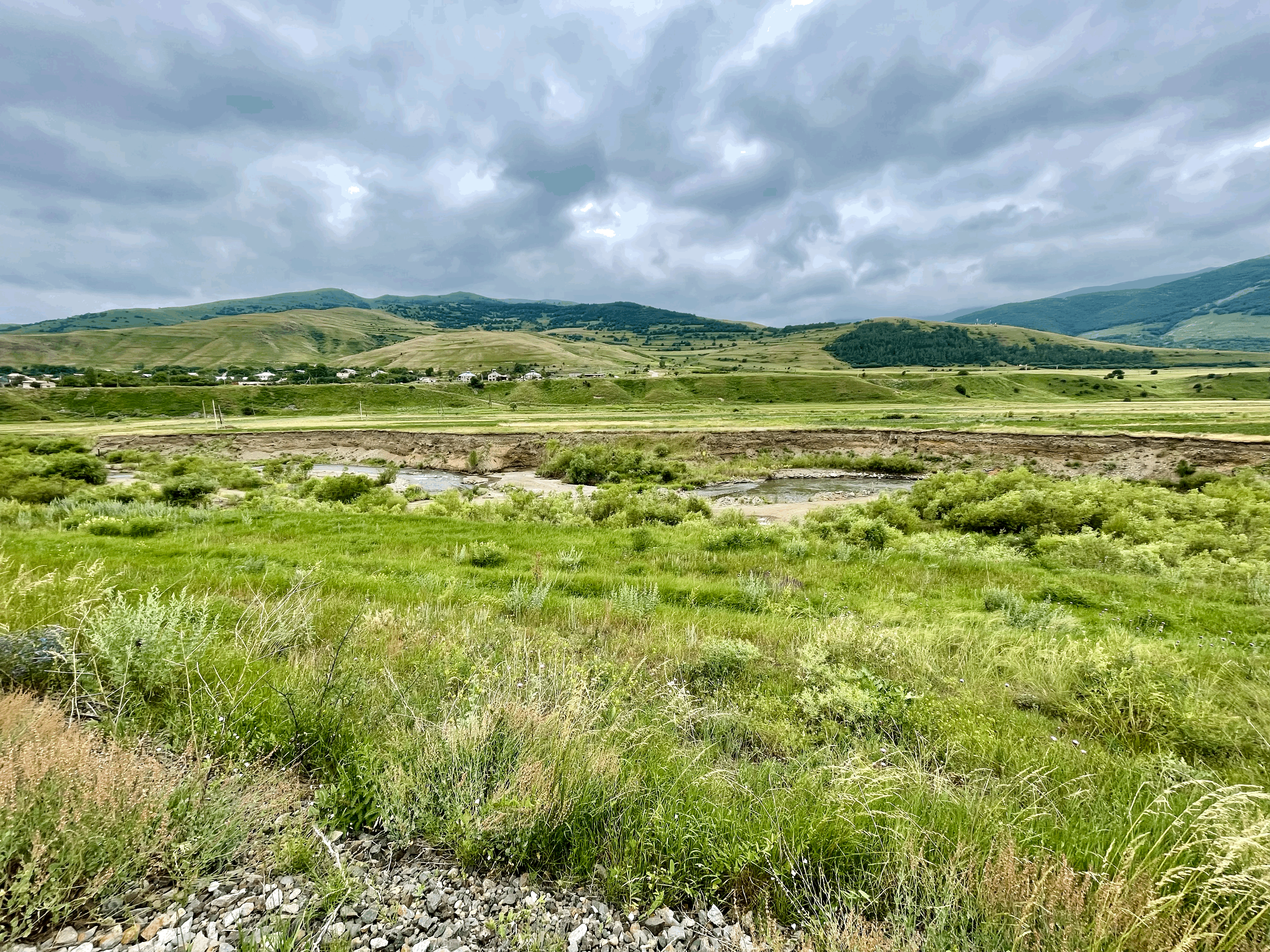
Бамбак в районе села Нор Хачакап